# Emmanuel Roblès
Emmanuel Roblès (n. 4 mai 1914, Oran, Franța – d. 22 februarie 1995, Boulogne-Billancourt, Franța) a fost un scriitor francez.